# Síndrome de irradiación aguda
La radiotoxemia o síndrome de irradiación aguda (o, antiguamente, enfermedad de los rayos) designa un conjunto de síntomas potencialmente mortales que resultan de una exposición puntual de los tejidos biológicos de una parte importante del cuerpo a una fuerte dosis de radiaciones ionizantes.

## Descripción
Por lo general, se manifiesta por una fase prodrómica no letal en los minutos u horas siguientes a la irradiación. Dura entre algunas horas y algunos días y suele manifestarse a menudo por los siguientes signos clínicos: diarrea, náuseas, vómitos, anorexia (falta de apetito) y eritema (manchas en la piel). Le sigue un período de latencia, de aparente curación, más breve en la medida en que la irradiación haya sido más severa; dura de unas cuantas horas a varias semanas. Finalmente, sobreviene la fase aguda, potencialmente mortal, que se manifiesta por un vasto abanico de posibles síntomas, estando los más frecuentes vinculados a trastornos hematopoyéticos (producción de células sanguíneas), gastrointestinales, cutáneos, respiratorios y cerebrovasculares.
Las fuentes de radiación naturales no son, por lo general, lo bastante intensas como para provocar radiotoxemia, de manera que ésta viene provocada la mayoría de las veces por actividades humanas: un accidente nuclear grave en un laboratorio o en una central nuclear, exposición a una fuente radiactiva potente (yacimiento, instrumentación o vertido) o una explosión atómica. Marie Curie, descubridora del polonio y del radio, y doble Premio Nobel de física y química, que trabajó sin protección durante años con materiales radiactivos padeció esta enfermedad; los efectos nocivos de la radiación ionizante no se conocían en ese momento y los experimentos se realizaban sin las medidas de seguridad oportunas.